# Máel Umai mac Báetáin
Máel Umai mac Báetáin (morto c. 608) foi um príncipe irlandês, filho de Báetán mac Muirchertaig dos Uí Néill do norte, que parece ter sido uma figura importante nos antigos contos irlandeses. Seu pai e seu irmão Colmán Rímid são reconhecidos, com uma certa dúvida, Grandes Reis da Irlanda.

## Dois registros
Os anais irlandeses possuem dois registros de Máel Umai. O primeiro, nos Anais de Tigernach afirma que ele lutou ao lado de Áedán mac Gabráin de Dál Riata na Batalha de Degsastan, onde Áedán foi derrotado pelo governante da Nortúmbria Etelfrido. De acordo com os anais, Máel Umai matou o irmão de Etelfrido, que é chamado incorretamente Eanfrido. Beda confirma a morte do irmão de Etelfrido em Degsastan, dando seu nome como Teodebaldo, e acrescentando que ele foi morto junto com toda a sua comitiva. Beda data a batalha em 603 e os Anais de Tigernach em 598. O segundo relato de Máel Umai é o aviso de sua morte, provavelmente em 608. Cronologia

## Contos irlandeses
A lista dos primeiros contos irlandês inclui a agora perdido Echtra Máel Uma meic Báetáin (As Aventuras de Máel Umai mac Báetáin). Proinsias Mac Cana observa que o compilador desta lista incluiu este conto ao lado de outro, também aparentemente perdido, sobre Áedán mac Gabráin, e um terceiro sobre o igualmente histórico Mongán mac Fiachnai, a respeito do qual vários contos não históricos sobrevivem. Ele sugere que o tema do conto pode ter sido a batalha de Degsastan. Todos os três estiveram envolvidos em eventos no norte da Grã-Bretanha nos anos aproximados de 600. Os contos de Máel Umai eram também conhecidos no País de Gales medieval, pois ele aparece entre uma lista de outros lendários heróis irlandeses tirada dos contos do Ciclo do Ulster que está inserido no Culhwch e Olwen.
Genealogias sobreviventes se referem a Máel Umai como "o feroz" e como um "líder guerreiro", levando Mac Cana a propor que ele fosse lembrado como um guerreiro heróico, semelhante ao das figuras lendárias do Ciclo do Ulster.